# Acaenitus dubitator
Acaenitus dubitator är en stekelart som först beskrevs av Georg Wolfgang Franz Panzer 1800.  Acaenitus dubitator ingår i släktet Acaenitus och familjen brokparasitsteklar. Arten är reproducerande i Sverige. Inga underarter finns listade i Catalogue of Life.